# Д’Юссель, Ги
Ги д’Юссель, или Ги Юссельский (фр. Gui d’Ussel; ок. 1170, Юссель  —  ок. 1225, годы творчества 1195-1209) — владелец замка Юссель (на территории нынешнего департамента Коррез), каноник, трубадур.
Самый талантливый представитель семейства трубадуров д’Юссель, младший брат Эбле и Пейре д’Юсселей и дядя Элиаса д’Юсселя.
Автор нескольких песен в честь жены виконта Раймона VI д’Обюссона, Марии Вентадорнской  и Гиды де Монд, племянницы Гийома Монпелье. В своём партимене с племянником Элиасом обсуждает один из ключевых вопросов куртуазии — что важнее быть любовником или мужем Дамы. Средневековый комментарий объясняет выбор темы этого партимена обстоятельствами жизни самого Ги: пожелав стать не мужем, а возлюбленным своей избранницы он был отвергнут и от горя перестал петь. Возможно, что творчество Ги д’Юссель оставил по другой причине, — будучи духовным лицом он получил от папы Иннокентия III запрет на сочинение песен. Вероятно это относится ко времени посещения Прованса в 1209 году папским легатом Пейре де Кастельноу.
Творческое наследие Ги д’Юсселя составляют восемь песен, три произведения диалогического жанра и девять пастурелей. К четырём песням сохранились мелодии. Они были включены итальянцем Ферраро ди Феррари в его антологию.